# Den levande döde (1912)
Den levande döde är en svensk svartvit stumfilm från 1912 med regi och manus av Axel Breidahl. Filmen hade aldrig svensk biopremiär men visades 1913 i Frankrike som Le mort vivan samt i Tyskland och Österrike som Der lebende Tote.

## Rollista
- Peter Nielsen – kamrer Werner
- Inga Meyer – Alice, hans dotter (hennes enda filmroll)
- Birger von Cotta-Schønberg – Axel, ingenjör
- Poul Welander – Holm